# Clayton (Luizjana)
Clayton – miasto w Stanach Zjednoczonych, w stanie Luizjana, w parafii Concordia.